# Балевац
Балевац (серб. Баљевац) — населённый пункт городского типа в Сербии, в Рашский округ, в общине Рашка.

## Население
Численность населения 1 636 чел. (перепись 2002).
Этнический состав населения города отличается однородностью — 99 % его населения составляют сербы, проживают также черногорцы, муслимане, немцы, хорваты (19 человек).
Численность совершеннолетних в городе — 1 299 чел, средний возраст населения — 39,7 года (мужчины — 39,0, женщины — 40,4). В городе имеется 540 домохозяйств, среднее число человек в которых — 3,03.